# Jacek Bąk
Pour les articles homonymes, voir Bąk.
Jacek Bąk (prononcer /ˈjatsɛk ˈbɔnk/), né le 24 mars 1973 à Lublin, est un footballeur international polonais.
Réputé pour son bon jeu défensif et pour son caractère, il a longtemps joué au poste de milieu de terrain défensif, mais s'est surtout illustré en tant que défenseur et a fini sa carrière à l'Austria Vienne en Autriche.

## Biographie

### L'apprentissage en Pologne
Jacek Bąk commence sa carrière très jeune (à seize ans) au Motor Lublin. Après deux premières saisons en équipe réserve, il débute en Ekstraklasa en 1990. Il y dispute de plus en plus de matches, jusqu'à la relégation du club en 1992. Il rejoint donc une équipe plus huppée, et championne de Pologne en titre, le Lech Poznań. Titulaire dès son arrivée, il s'impose comme l'un des meilleurs défenseurs du championnat. Après quatre-vingt-quatre rencontres disputées en trois saisons (soit vingt-huit matches sur trente-quatre de moyenne par saison), Bąk continue sa progression et signe à l'Olympique lyonnais, vice-champion lors de la saison 1994-1995 sous l'ère Jean Tigana et qui compte dans ses rangs des joueurs comme Pascal Olmeta, Florent Laville et les internationaux français Franck Gava, Ludovic Giuly et Florian Maurice.

### La France: deuxième nation du joueur
Après un petit temps d'adaptation, il arrive au sommet de sa forme lors de la deuxième partie de saison. Aligné dans le milieu de terrain lyonnais, aux côtés d'Éric Roy et de Sylvain Deplace, placés juste devant lui, le Polonais atteint la finale de la Coupe de la Ligue lors de sa première saison dans le Rhône. Face aux joueurs du FC Metz, les Gones s'inclinent aux tirs au but (cinq à quatre), après avoir conclu la rencontre sur un score nul et vierge. L'année suivante, il effectue la grosse partie des matches en championnat. En 1997, Jacek fait ses grands débuts en coupe d'Europe. En Coupe UEFA, Lyon est sorti par le futur vainqueur de la compétition, l'Inter Milan, au stade des seizièmes de finale. C'est notamment lors du match retour (perdu trois buts à un au Stade de Gerland) que le Polonais inscrit son premier but sous les couleurs lyonnaises. 
Laissé sur le banc lors de la nouvelle finale de l'OL en Coupe de la Ligue, Jacek Bąk perd peu à peu sa place en 2000, notamment à cause d'une blessure. À nouveau écarté par Jacques Santini lors de la première partie de saison 2000-2001, Bąk est transféré à l'hiver 2002 vers le Racing Club de Lens, avec comme « clause orale » de ne pas disputer cette saison-là de rencontre contre l'OL. En tête lors de l'ensemble de la saison, le joueur polonais semble se diriger vers un premier titre de champion de France. Mais lors de la rencontre finale face au dauphin, qui n'est ni plus ni moins que l'ancien club de Bąk, les Lensois s'écroulent et laissent filer le titre, malgré un but du Polonais. Ayant joué une rencontre avec Lyon (à Bastia lors de la troisième journée où il inscrit un but en ciseau retourné), le Polonais est tout de même sacré. 
La saison suivante, Bąk connaît les joies de la Ligue des champions, où il rencontre des clubs comme le Bayern ou le Milan AC. Toujours en Coupe de la Ligue, il retrouve son ancien club, qu'il élimine grâce à un but égalisateur et un tir au but victorieux. Jacek Bąk passe deux saisons de plus à Lens, mais poussé par les arrivées de Vitorino Hilton en défense centrale et l'explosion de Benoît Assou-Ekotto, il quitte le club Sang et Or pour le Qatar et Al Rayyan en juillet 2005.
En 2022, le magazine So Foot le classe dans le top 1000 des meilleurs joueurs du championnat de France, à la 790e place.

### Passage, plutôt raté, par le Moyen-Orient
Tenté par l'Asie, Bąk n'y reste finalement que deux saisons, où il finit par deux fois à la quatrième place du championnat.

### Retour en Europe
Pour regagner le niveau international, il rejoint en 2007 l'Austria Vienne, où il retrouve son ancien coéquipier Jocelyn Blanchard. Avec son équipe, il vise clairement la première place de Bundesliga, et espère participer la saison suivante et pour la quatrième fois de sa carrière à la Ligue des champions, lui qui, à 34 ans, totalise 11 matches dans cette compétition. Mais l'Austria n'atteint « que » la Coupe UEFA, devancé par le voisin et ennemi, le Rapid, et le Red Bull Salzbourg. Qualifié pour cette compétition, il est tout de suite éliminé par son ancienne équipe, le Lech Poznań, au premier tour et après un match épique au Miejski. 
En 2010, il met fin officiellement à sa carrière,.

### International
Jacek Bak obtient sa toute première sélection à l'âge de dix-neuf ans, lors du match Chypre - Pologne (0-0, le 1er février 1993). Le 17 août 1994, il inscrit sous premier but avec la Pologne, face à l'équipe de Biélorussie (1-1). Par la suite, il s'affirmera dans le groupe polonais, devenant un titulaire indiscutable en défense. Le coach lui donne même le brassard de capitaine. 
Après la qualification pour le premier Euro polonais le 15 novembre 2006 contre la Belgique, il a prétendu être victime d'une affaire de corruption. Un inconnu lui aurait demandé par téléphone et pour 10 000 €de perdre le match en commentant une faute dans la surface de réparation, ce qu'il n'a pas accepté (victoire finale de la Pologne 1-0). L'UEFA et la KBVB ont ouvert une enquête, qui n'a débouché sur aucune conséquence.
Le 12 juin 2008, il obtient sa 96e sélection lors du match Autriche - Pologne comptant pour l'Euro 2008. Il devient ainsi le joueur le plus capé de l'histoire du pays, effaçant des tablettes Grzegorz Lato et ses 95 rencontres, mais a été dépassé par Michał Żewłakow depuis.
À l'issue de cet Euro, Jacek Bąk prend sa retraite internationale.

## Palmarès

### En club
- Champion de Pologne en 1993 avec Lech Poznań
- Champion de France en 2002 avec l'Olympique lyonnais
- Vainqueur de la Coupe du Qatar en 2006 avec Al Rayyan
- Vainqueur de la Coupe de la Ligue en 2001 avec l'Olympique lyonnais
- Vainqueur de la Supercoupe de Pologne en 1992 avec Lech Poznań
- Vainqueur de la Coupe Intertoto en 1997 avec l'Olympique lyonnais et en 2005 avec le Racing Club de Lens
- Vice-champion de France en 2002 avec le Racing Club de Lens
- Finaliste de la Coupe de la Ligue en 1996 avec l'Olympique lyonnais

### EnÉquipe de Pologne
- 96 sélections et 3 buts entre 1993 et 2008
- Participation au Championnat d'Europe des nations en 2008 (premier tour)

## Vie privée
Jacek a une femme, Anna, et un fils, prénommé également Jacek.